# Urban Dance Squad
Urban Dance Squad fue una banda neerlandesa de rap rock que se formó el 20 de diciembre de 1986, a consecuencia de una sesión de improvisación de un solo día en un festival, en Utrecht. Los miembros fueron el rapero Rudeboy Remmington, el guitarrista Tres Manos, el bajista Sil, el baterista Magic Stick y el DJ ADN. Un teclista llamado U-Gene también estuvo un tiempo en la banda. Su música incorpora géneros como el rock, metal,  rap, funk, ska, folk, hip-hop, punk y el soul. UDS, sacó siete discos entre LP y recopilatorios.

## Historia
En 1989 salió su primer disco, Mental Floss For The Globe, teniendo el tema "Deeper Shade of Soul" bastante éxito, pues llegó al número 21 en los Estados Unidos en el "Billboard Hot 100". El grupo pasó un año de gira constantemente y lanzó su segundo álbum, Life 'n Perspective of a Genuine Crossover, en 1991. Sin embargo, no logró igualar el éxito comercial o crítico del anterior, al igual que su tercer disco, Persona Non Grata (1994). 1999 vio a Urban Dance Squad lanzar su cuarto álbum, Planet Ultra, así como relanzar sus lanzamientos anteriores con el sello Triple X. Su último disco de estudio salió en 1999 y se llamó Artantica, gozando de buena acogida por la crítica. La agrupación se disolvería un año después y no regresaría hasta el año 2006, para promocionar The Singles Collection.

## Miembros de la banda
- Rudeboy Remmington (Patrick Tilon) - vocales
- Tres Manos (Renè van Barneveld) - guitarra
- Sil (Silvano Matadin) - bajo
- Magic Stick (Michel Schoots) - batería
- DJ DNA (DoNotAsk) (Arjen de Vreede) - tornamesa (1987-1993, 1997-2000, 2006)
- U-Gene - teclados (1996-1997)

## Discografía
- Mental Floss For The Globe (1989)
- Life' N Perspectives Of A Genuine Crossover (1991)
- Persona Non Grata (1994)
- Planet Ultra (1996)
- Beograd Live (1997)
- Artantica (1999)
- The Singles Collection (2006)